# Balthasar Wilhelm Stengel

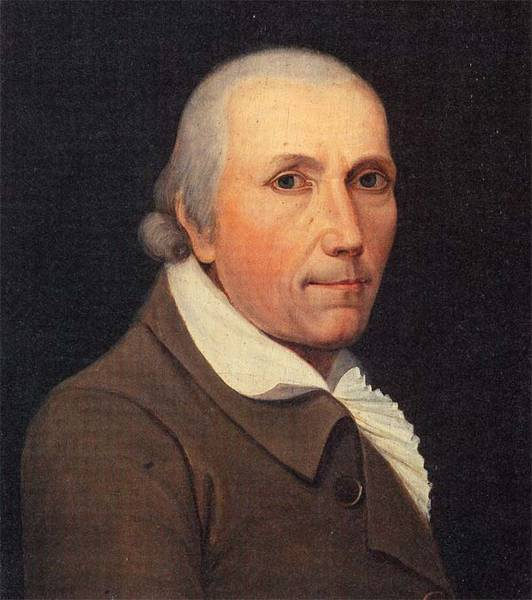
Balthasar Wilhelm Stengel, Gemälde eines unbekannten Malers, Alte Sammlung, Saarbrücken

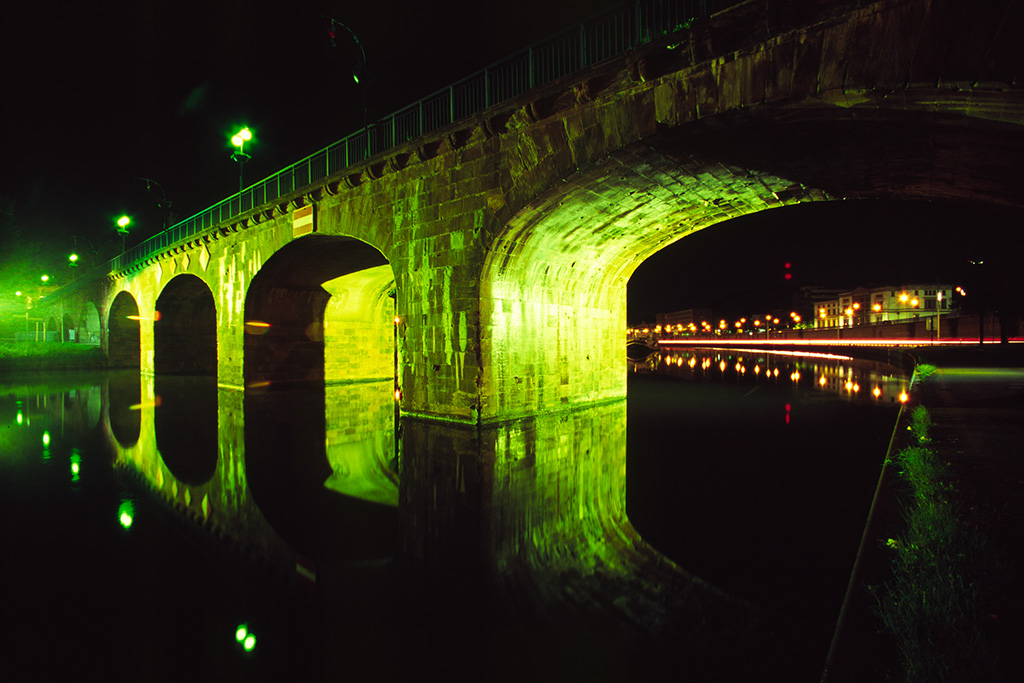
Alte Brücke (Saarbrücken)

Balthasar Wilhelm Stengel (* 19. Mai 1748 in Saarbrücken; † 12. April 1824 in Trier) war ein deutscher Architekt und Baumeister.

## Leben
Balthasar Wilhelm Stengel wurde 1748 als zweiter Sohn des Architekten Friedrich Joachim Stengel geboren. Von 1766 bis 1768 studierte er an der Friedrichs-Universität Halle und der Universität Jena Rechtswissenschaft. Ab 1768 war er als Verwaltungsbeamter tätig: 1768 war er Accesist, 1770 Registrator und 1773 schließlich Oberamtssekretär in St. Johann (Saar). Ab 1778 arbeitete er als Assessor und ab 1. Oktober 1780 als Leiter des Bauwesens in Harskirchen (Grafschaft Saarwerden). In dieser Zeit baute er ein Pfarrhaus in Oermingen und eine Brücke in Kirrberg.
Am 1. Oktober 1783 wurde er Amtmann in St. Johann und in der Verwaltung beschäftigt. 1784 setzte er sich mit seinen Entwürfen in einem Wettbewerb des Fürsten für die Wiederherstellung der Saarbrücke (heute Alte Brücke) gegen Oberbaudirektor Johann Philipp von Welling und Baudirektor Johann Jakob Lautemann durch und war zwischen 1785 und 1787 Direktor des Brückenbaus. Fürst Ludwig ernannte ihn noch 1785 zum fürstlich Nassau-Saarbrücker Kammerrat und Oberbaudirektor. In den folgenden Jahren setzten der Fürst und sein Oberbaudirektor die Arbeit ihrer Väter fort und ergänzten in St. Johann und Saarbrücken die Barock-Architektur und bauten sie weiter aus: 1786 baute Stengel das Große Schauspielhauses am Ludwigsplatz (1800 abgebrochen) und war am Bau von Schloss Ludwigsberg in Saarbrücken beteiligt und baute Schloss Karlsbrunn aus. 1788 errichtete er eine Fasanerie auf dem Halberg, ein evangelisches Pfarrhaus in Völklingen und Schloss Schönthal in Saarbrücken. 1791 war er für die Planung und Durchführung der Stadterweiterung vor dem Obertor in St. Johann (heute Mainzer Straße) zuständig.
1793 verbrachte Stengel auf der Flucht vor den französischen Revolutionstruppen in Mannheim und lebte dann bis 1796 in Erbach, wo er vor allem zeichnete und malte. 1796 wurde er „Ingenieur en chef“ des Saardepartements in Saarbrücken. 1798 erhielt er dann als „Inspecteur Adjoint des mines et usines“ den Auftrag zur Erstellung einer Bodenschatz-Topographie der beiden Départements Saar und Rur und erstellte Gutachten zu Gruben. Bald darauf pachtete er gemeinsam mit Carl Philipp Vopelius eine Fabrik zur Herstellung von Pech, Harz, Öl, Spiritus und Wagenschmiere.
Erst 1807 taucht Stengel wieder als Architekt auf: Er entwarf Pläne zum Wiederaufbau des Saarbrücker Schlosses, das sein Vater erbaut hatte. Die Pläne wurden jedoch nicht umgesetzt. 1811 bis 1812 lebt Stengel überwiegend in Wiesbaden, wo er als Bevollmächtigter der ehemaligen Nassau-Saarbrücker Dienerschaft und Beamten Verhandlungen über rückständige Besoldungen und Pensionen mit der Herzoglich-Nassauischen Regierung führte. Während seines Aufenthaltes entstehen Entwürfe für ein Theater und ein Wohnhaus in Wiesbaden, die jedoch nicht umgesetzt wurden.
1813 wurde Stengel Generaladministrator der westfälischen Domänen des Hauses Salm-Kyrburg. Ab 1816 war Stengel dann preußischer Regierungsrat in Trier. 1822 wurde er in den Ruhestand versetzt und blieb bis zu seinem Tode 1824 in Trier.